# 姜儆
姜儆（1516年—？），字君治，號思毅，江西南昌府南昌縣人，軍籍，明朝政治人物。

## 生平
嘉靖二十五年（1546年）丙午科江西鄉試第六十九名舉人。嘉靖三十二年（1553年）中式癸丑科會試第一百五名，三甲第一百九十一名進士。兵部观政，授直隶宣城知县，三十六年八月选授浙江道試御史，三十七年二月實授，出視長蘆鹽課，繼巡按湖廣。四十一年十一月与御史王大任分行天下访求法士及秘书，姜儆负责南直隶、浙江、福建、江西、广东、广西等地，以访求玄秘辛劳，加俸一级。四十三年十月二人还京师，献上所得法秘数千册及法士唐秩、刘文彬等数人，两人俱升翰林院侍讲学士。丁母忧归，隆慶元年（1567年）正月为刑科都给事中徐公遴劾奏，俱革职闲住。

## 家族
曾祖姜孔亨；祖父姜子瞻；父姜桓，號毅軒；母羅氏，封太孺人。兄姜健、弟姜僮。